# Fernand Cornez
Pour les articles homonymes, voir Cornez.
Fernand Cornez, né le 19 novembre 1907 à Paris et mort le 7 décembre 1997 à Saint-Avertin, est un coureur cycliste français. Professionnel de 1930 à 1938, il a remporté une étape du Tour d'Italie et du Tour de France 1933.

## Palmarès
- 1927
  - 3e du championnat de France des sociétés
- 1928
  - Champion de Paris de cyclo-cross
- 1929
  -  Champion de France des militaires
- 1931
  - Grand Prix d'Issoire
- 1932
  - Paris-L'Aigle
  - 5e étape du Circuit de l'Ouest
  - 3e du championnat de Paris de cyclo-cross
- 1933
  - 11e étape du Tour d'Italie
  - 10e étape du Tour de France
  - 5e étape de Paris-Nice
  - Marseille-Toulon-Marseille
  - 2e du Grand Prix de Cannes
- 1934
  - Grand Prix de Cannes
  - 5e étape de Paris-Nice
  - 2e de Paris-Angers
  - 3e du Circuit de la Vienne
- 1937
  - 2e du Circuit des Deux-Sèvres

## Résultats sur les grand tours

### Tour de France
- 1932 : 54e
- 1933 : 35e, vainqueur de la 10e étape

### Tour d'Italie
- 1933 : 45e, vainqueur de la 11e étape
- 1935 : abandon (17e étape)